# Markus Wasmeier
Markus Wasmeier (Schliersee,  9 de septiembre de 1963) es un deportista Alemania que compitió en esquí alpino; dos veces campeón olímpico en Lillehammer 1994 y campeón mundial en 1985.

## Trayectoria
Participó en tres Juegos Olímpicos de Invierno, obteniendo dos medallas de oro en Lillehammer 1994, en las pruebas de eslalon gigante y supergigante, el sexto lugar en Calgary 1988 (descenso) y el cuarto en Albertville 1992 (descenso).
Ganó dos medallas en el Campeonato Mundial de Esquí Alpino, en los años 1985 y 1987. En la Copa del Mundo consiguió nueve victorias y treinta podios en total.
En 1985 recibió el premio Silbernes Lorbeerblatt. Fue nombrado «Deportista masculino del año» en su país en 1994.
Trabajó como comentador deportivo en la cadena ARD entre 1994 y 2014.

## Palmarés internacional
| Juegos Olímpicos   | Juegos Olímpicos      | Juegos Olímpicos  | Juegos Olímpicos |
| Año                | Lugar                 | Medalla           | Prueba           |
| ------------------ | --------------------- | ----------------- | ---------------- |
| 1994               | Lillehammer (Noruega) | Medalla de oro    | Eslalon gigante  |
| 1994               | Lillehammer (Noruega) | Medalla de oro    | Supergigante     |
| Campeonato Mundial |                       |                   |                  |
| Año                | Lugar                 | Medalla           | Prueba           |
| 1985               | Bormio (Italia)       | Medalla de oro    | Eslalon gigante  |
| 1987               | Crans-Montana (Suiza) | Medalla de bronce | Supergigante     |